# Adelencyrtoides blastothrichus
Adelencyrtoides blastothrichus är en stekelart som beskrevs av John S. Noyes 1988. Adelencyrtoides blastothrichus ingår i släktet Adelencyrtoides och familjen sköldlussteklar. Inga underarter finns listade i Catalogue of Life.